# Fosfoetanolammina N-metiltransferasi
La fosfoetanolammina N-metiltransferasi è un enzima appartenente alla classe delle transferasi, che catalizza la seguente reazione:
S-adenosil-L-metionina + etanolammina fosfato ⇄ S-adenosil-L-omocisteina + N-metiletanolammina fosfato
L'enzima potrebbe catalizzare il trasferimento di altri due gruppi metilici al prodotto della reazione.